# Dane (Stati Uniti d'America)
Dane è un comune degli Stati Uniti, situato in Wisconsin, nella Contea di Dane.